# 오버그라운드 힙합
오버그라운드 힙합(Over-Ground Hip-Hop)이란 힙합에서, 방송 및 거대 미디어를 중심으로 활동하는 씬을 말한다. 언더그라운드 힙합과는 대비되는 개념이며, 힙합계에서는 축약하여 '오버'라는 표기를 사용하기도 한다. 

## 개요
오버그라운드 힙합과 언더그라운드 힙합의 대표적인 차이에는 대중성이 있다. 힙합이 언더그라운드에서 오버그라운드로 올라오게 된 것에는 윤미래, 타이거 JK 등 1세대 힙합 뮤지션의 역할이 큰 것으로 판단된다. 이후 쇼미더머니, 언프리티 랩스타, 고등래퍼 등 힙합 경연 프로그램의 흥행으로 언더그라운드 씬의 힙합 뮤지션들이 오버그라운드로 진출하는 계기가 만들어지기도 했으며, 이들 프로그램을 통해 힙합이 오버그라운드 씬으로 오르는 데 큰 역할을 하기도 했다.